# Schloss Ruhberg

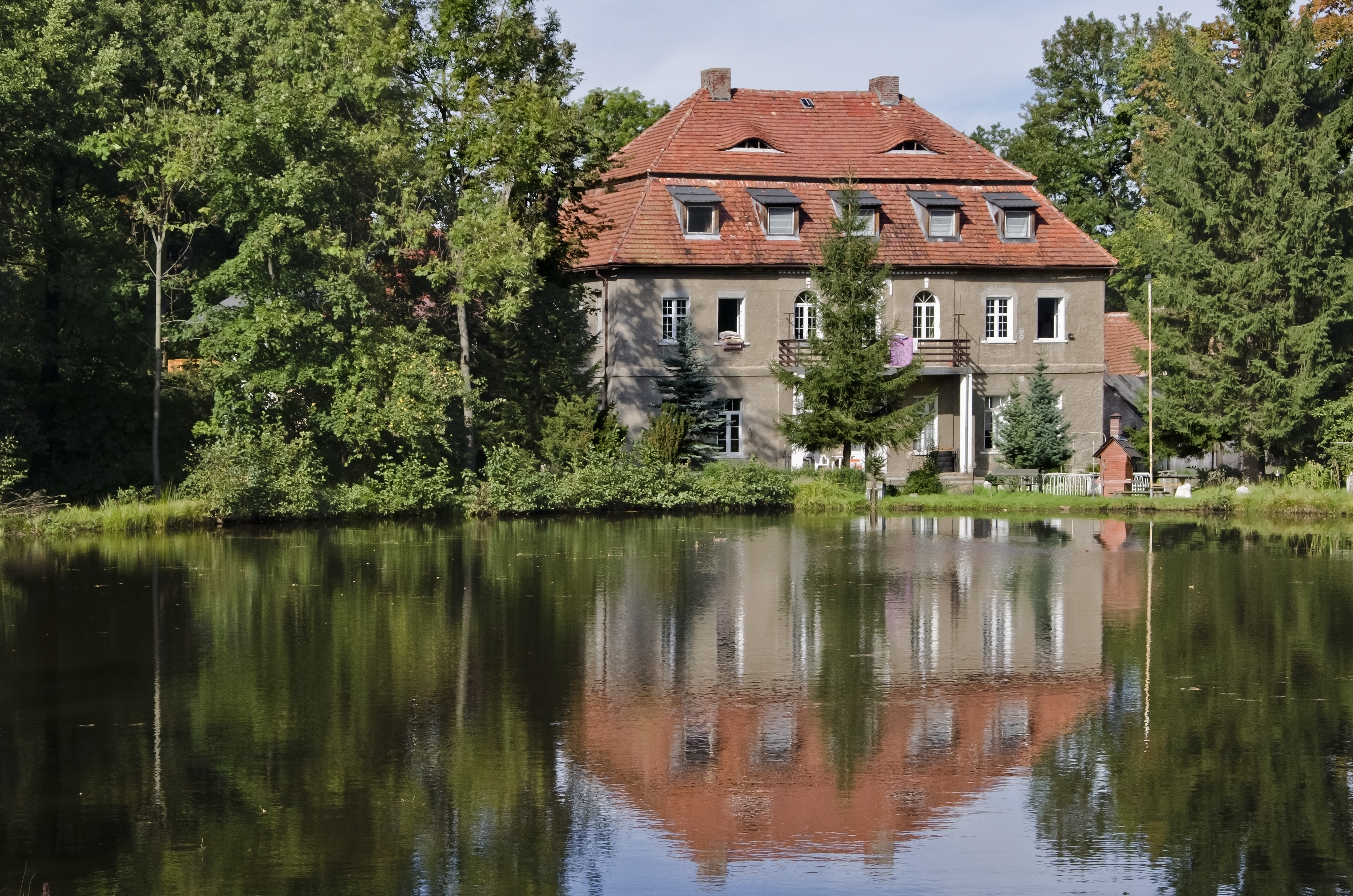
Schloss Ruhberg (2012)

Das Schloss Ruhberg (polnisch Pałac w Ciszycy) befindet sich in Kowary (deutsch Schmiedeberg), im Powiat Karkonoski in der Woiwodschaft Niederschlesien in Polen. Es liegt im nordöstlichen Teil des Hirschberger Tals (Kotlina Jeleniogórska) am Fuß des Ruhbergs (Radziwiłłówka).

## Geschichte
Das barocke Herrenhaus wurde 1790 vom schlesischen Minister Karl Georg von Hoym erworben, der es seit 1800 klassizistisch umbauen ließ. Der dazu angelegte Landschaftsgarten sollte den Spaziergang auf den (durch von Hoym so benannten) Ruhberg verschönern. 1840 wurde das Ensemble durch einen alpenländischen Wirtschaftstrakt ergänzt. Seit 1822 war das Schloss in Besitz von Luise von Preußen, in deren Familienbesitz es bis 1923 blieb. Um 1870 war das Herrenhaus neben Posen zweiter Wohnsitz der Gräfin Elisabeth Działyński, seit 1848 mit dem Fürsten Adam Czartowski liiert und ältere Schwester des Grafen Johann von Dzialynski.
1938 wurde dort der UFA-Film Preußische Liebesgeschichte über die Liebe zwischen Elisa Radziwiłł, Tochter der Luise von Preußen (verheiratete Fürstin Radziwiłł), und Prinz Wilhelm von Preußen gedreht.
Nach 1945 wurde das Schloss als Ferienheim genutzt. Seit 1990 ist es in Privatbesitz.

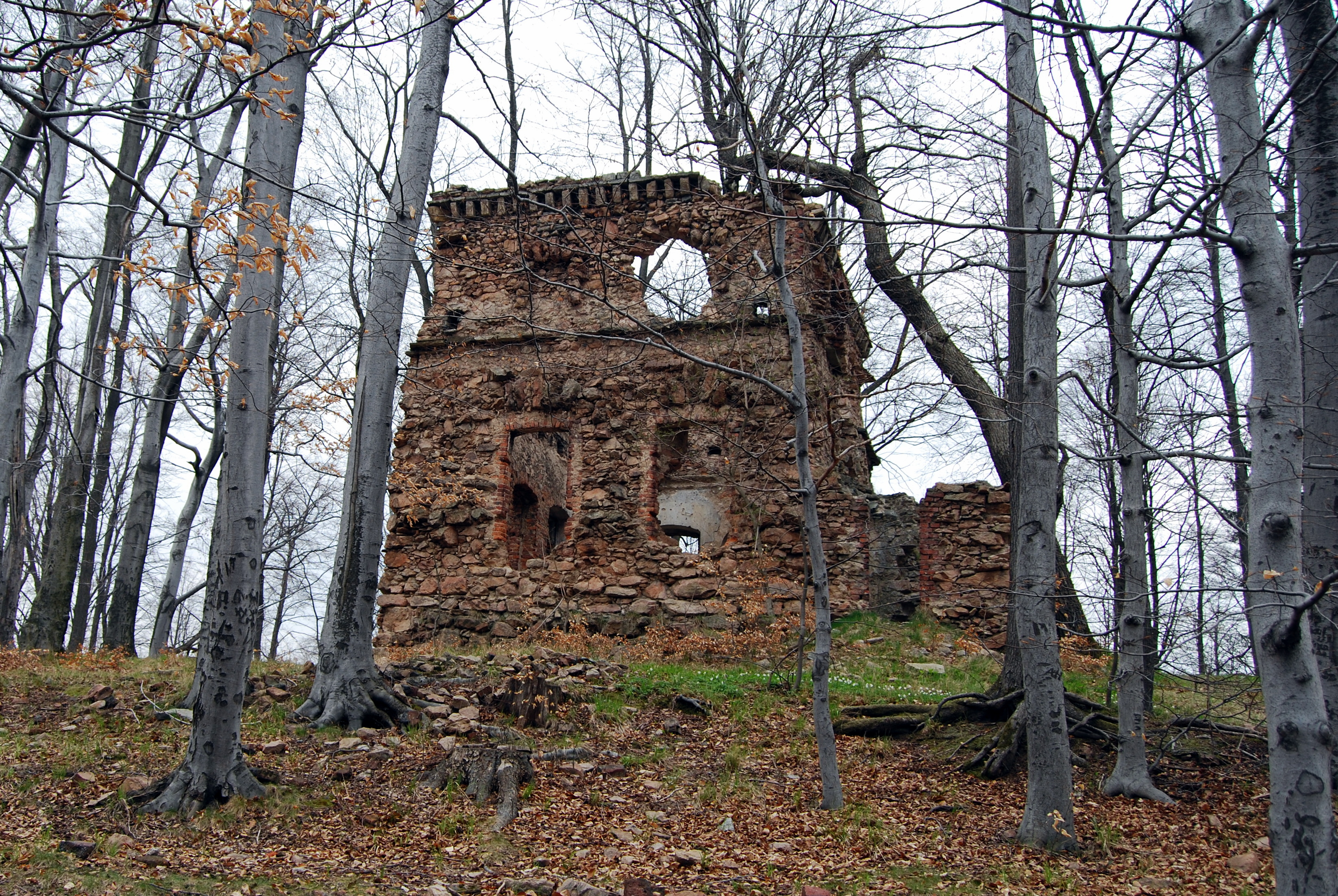
Ruine des Observatoriums im ehemaligen Landschaftspark des Schlosses Ruhberg

## Beschreibung
Das Schloss ist ein einfaches Gebäude auf einem rechteckigen Grundriss, bedeckt mit Mansardendach und einem durch Putzabänderung hervorgehobenen Mittelrisalit. Im Landschaftspark haben sich einige exotische Pflanzen erhalten, etwa ein 18 Meter hoher amerikanischer Tulpenbaum und eine 200-jährige Weymouth-Kiefer. Auf halber Höhe des Ruhbergs befindet sich eine künstliche Grotte, auf dem Gipfel selbst die Reste eines Aussichtsturms.